# Heo Nam-jun
Heo Nam-jun (en hangul, 허남준; nacido el 9 de junio de 1993) es un actor surcoreano.

## Carrera
Se especializó en actuación en la universidad Sungkyunkwan. Su primer interés había sido la música, pero según sus propias palabras sintió que carecía de talento para ella y cambió a la actuación. Como actor, sigue un método de actuación regido por la técnica Meisner, mediante la que intenta representar de manera instintiva y sumergido en las emociones reales, en vez de ejecutar un papel predeterminado.
Debutó en la película de 2019 The First Shot, y ha aparecido como actor secundario en otros largometrajes como Double Patty, Noche en el paraíso, Hostage: Missing Celebrity y I, The Executioner. Los primeros años del actor fueron difíciles; Heo pasó por un período de depresión, de baja autoestima y poca confianza en su talento, del que salió en los meses del rodaje de Sweet Home (2023), gracias a la ayuda de sus compañeros de reparto, como Kim Mu-yeol y Jeong Seok-won. En 2024 Heo señalaba precisamente a Kim Mu-yeol como su modelo a seguir.
Sus primeros papeles en televisión fueron en las series Missing: The Other Side (2020), donde aparece en el episodio n.º 4, y Snowdrop (2021), en la que es el orgulloso, calculador y egoísta Oh Gwang-tae. Sin embargo, se dio a conocer al público sobre todo a partir de 2023, primero con su trabajo en la popular serie de terror Sweet Home, en la que tiene un papel poco extenso pero relevante, el sargento Kang Seok-chan; y a continuación con la serie de KBS2 The Matchmakers. En esta última interpreta el papel de Jeong Soon-goo, el hermano mayor de la protagonista Jung Soon-deok un funcionario del gobierno que es soltero por elección. Ambas actuaciones, con personajes completamente diferentes, llamaron poderosamente la atención de los espectadores pese a tratarse de papeles secundarios, hecho que se reflejó en las menciones al actor en las redes sociales de su país, así como en el número de visitas de un video sobre el actor que publicó Netflix Corea.
El 19 de marzo de 2024 firmó un contrato de representación exclusiva con la agencia H Solid. Su primer papel protagonista en televisión llegó ese mismo año con la serie de ENA Your Honor, a cuya presentación no pudo asistir por padecer en ese momento el Covid 19. De nuevo su interpretación del malvado Kim Sang-hyuk recibió grandes elogios del público por su extraordinaria capacidad de hacer suyos los personajes y por su apasionada actuación, subrayada también por la crítica. Inmediatamente después del final de la serie se volvió a encontrar con el público en la película I, The Executioner, donde trabajó de nuevo con Hwang Jung-min (después de Hostage: Missing Celebrity) y Jung Hae-in (después de Snowdrop).

## Filmografía

### Cine
| Año  | Título                        | Hangul                    | Papel                                                  | Notas | Ref.          |
| ---- | ----------------------------- | ------------------------- | ------------------------------------------------------ | ----- | ------------- |
| 2019 | The First Shot                | 첫잔처럼                  | Jefe de sección Joo                                    | Debut | [ 2 ]         |
| 2020 | Double Patty                  | 더블패티                  | Han Sang-wook                                          |       | [ 11 ]        |
| 2020 | Noche en el paraíso           | 낙원의 밤                 | Subordinado 2 del presidente Yang                      |       | [ 2 ]         |
| 2021 | Hostage: Missing Celebrity    | 인질                      | Actor novato que interpreta a un asesino.              |       | [ 14 ]        |
| 2022 | Takeoff: Standing on the Wave | 테이크오프: 파도위에 서다 | Cliente de Surf Dog                                    |       |               |
| 2024 | I, The Executioner            | 베테랑2                   | Detective 1 de la unidad de investigaciones especiales |       | [ 14 ] [ 15 ] |

### Series de televisión
| Año  | Título                    | Papel              | Canal   | Notas              | Ref.                        |
| ---- | ------------------------- | ------------------ | ------- | ------------------ | --------------------------- |
| 2020 | Missing: The Other Side   | Go Bong-hwan       | OCN     | Ep. 4              | [ 6 ]                       |
| 2021 | Snowdrop                  | Oh Gwang-tae       | JTBC    |                    | [ 16 ] [ 1 ] [ 17 ]         |
| 2023 | Sweet Home                | Kang Seok-chan     | Netflix | Serie web, temp. 2 | [ 18 ] [ 8 ] [ 19 ]         |
| 2023 | The Matchmakers           | Jeong Soon-goo     | KBS2    |                    | [ 20 ] [ 4 ]                |
| 2024 | El heredero ilegítimo     | Fiscal Ha Myung-ji | Disney+ | Serie web          | [ 21 ]                      |
| 2024 | Sweet Home                | Kang Seok-chan     | Netflix | Serie web, temp. 3 | [ 22 ]                      |
| 2024 | Your Honor                | Kim Sang-hyuk      | ENA     | Protagonista       | [ 23 ] [ 24 ] [ 25 ] [ 26 ] |
| 2024 | Cuando el teléfono suena  | Ji Sang-woo        | MBC     | Protagonista       | [ 27 ] [ 28 ] [ 29 ]        |
| 2025 | Si las estrellas hablaran | Lee Seung-jun      | tvN     | Reparto secundario | [ 30 ] [ 31 ]               |
| —    | 100 Memories              | Han Jae-pil        |         | Protagonista       | [ 32 ]                      |

## Premios y nominaciones
| Año  | Premios                     | Categoría              | Papel           | Resultado | Ref.                 |
| ---- | --------------------------- | ---------------------- | --------------- | --------- | -------------------- |
| 2023 | KBS Drama                   | Mejor actor revelación | The Matchmakers | Nominado  | [ 33 ]               |
| 2025 | 61.os Premios Baeksang Arts | Mejor actor revelación | Your Honor      | Pendiente | [ 34 ] [ 35 ] [ 36 ] |